# Dunaújváros Gorillaz 2015
Questa voce raccoglie le informazioni riguardanti i Dunaújváros Gorillaz nelle competizioni ufficiali della stagione 2015.

## Divízió I 2015

### Stagione regolare
| 3 aprile 2015 1ª giornata | Dunaújváros Gorillaz | 27 – 0 | Tata Mustangs |  |

| 19 aprile 2015 3ª giornata | Budapest Cowbells 2 | 21 – 13 | Dunaújváros Gorillaz |  |

| 16 maggio 2015 6ª giornata | Miskolc Renegades | 17 – 33 | Dunaújváros Gorillaz |  |

| 30 maggio 2015 8ª giornata | Dunaújváros Gorillaz | 43 – 3 | Budapest Titans |  |

| 6 giugno 2015 9ª giornata | Dunaújváros Gorillaz | 21 – 7 | Eger Heroes |  |

### Playoff
| 27 giugno 2015 Semifinale | Dunaújváros Gorillaz | 28 – 6 | Budapest Cowbells 2 |  |

| 11 luglio 2015 Pannon Bowl | Dunaújváros Gorillaz | 16 – 19 | Eger Heroes |  |

## Statistiche di squadra
| Competizione      | %Vittorie | In casa | In casa | In casa | In casa | In casa | In casa | In trasferta | In trasferta | In trasferta | In trasferta | In trasferta | In trasferta | Totale | Totale | Totale | Totale | Totale | Totale |
| Competizione      | %Vittorie | G       | V       | N       | P       | Pf      | Ps      | G            | V            | N            | P            | Pf           | Ps           | G      | V      | N      | P      | Pf     | Ps     |
| ----------------- | --------- | ------- | ------- | ------- | ------- | ------- | ------- | ------------ | ------------ | ------------ | ------------ | ------------ | ------------ | ------ | ------ | ------ | ------ | ------ | ------ |
| Stagione regolare | .800      | 3       | 3       | 0       | 0       | 91      | 10      | 2            | 1            | 0            | 1            | 46           | 38           | 5      | 4      | 0      | 1      | 137    | 48     |
| Playoff           | .500      | 2       | 1       | 0       | 1       | 44      | 25      | 0            | 0            | 0            | 0            | 0            | 0            | 2      | 1      | 0      | 1      | 44     | 25     |
| Totale            | .714      | 5       | 4       | 0       | 1       | 135     | 35      | 2            | 1            | 0            | 1            | 46           | 38           | 7      | 5      | 0      | 2      | 73     |        |